# 단종애사 (1963년 영화)
"단종애사"는 한국에서 제작된 이규웅 감독의 1963년 드라마 영화이다. 김운하 등이 주연으로 출연하였고 이성근 등이 제작에 참여하였다.

## 출연

### 주연
- 김운하
- 전계현
- 이예춘
- 허장강
- 주선태
- 이민자

### 조연
- 장인한

## 기타
- 원작자: 이광수
- 조명: 김연
- 녹음: 손인호
- 미술: 홍성칠
- 의상: 이해윤